# Fougueyrolles
Fougueyrolles è un comune francese di 463 abitanti situato nel dipartimento della Dordogna nella regione della Nuova Aquitania.

## Società

### Evoluzione demografica
Abitanti censiti